# Alluaudomyia insulicola
Alluaudomyia insulicola är en tvåvingeart som beskrevs av Tokunaga och Murachi 1959. Alluaudomyia insulicola ingår i släktet Alluaudomyia och familjen svidknott. Inga underarter finns listade i Catalogue of Life.